# Micromyrtus papillosa
Micromyrtus papillosa là một loài thực vật có hoa trong Họ Đào kim nương. Loài này được J.W.Green ex Rye mô tả khoa học đầu tiên năm 2002.